# Élevage bovin en Afrique du Sud

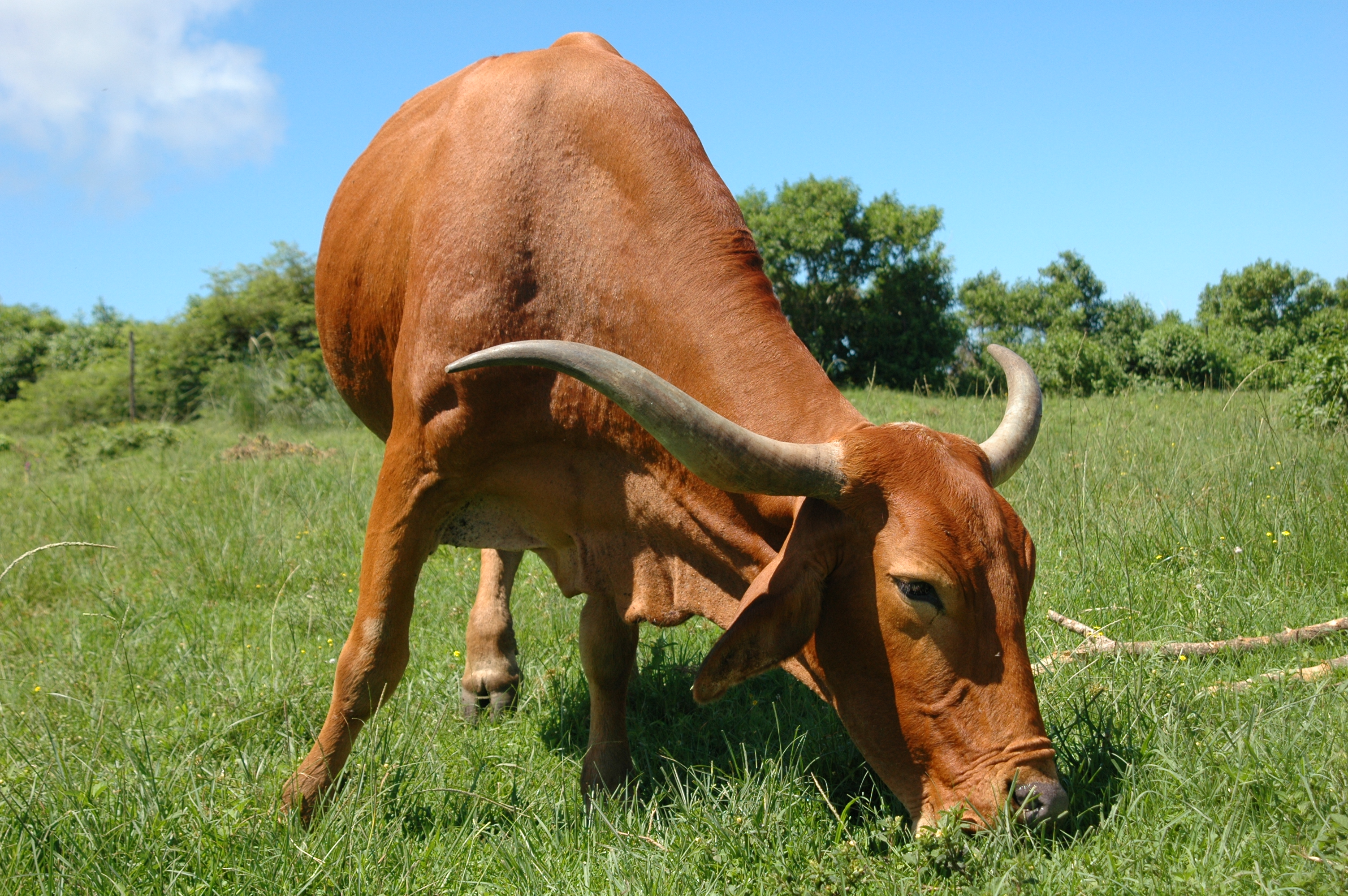
Vache de type sanga.

L'Afrique du Sud présente un élevage bovin à deux visages: traditionnel et intensif, dû à une longue histoire.

## Origine
Le rameau bovin sanga est arrivé il y a plusieurs siècles en provenance d'Éthiopie, avec les peuples qui l'élevaient. (Khoïkhoïs, Bantous, Zoulous...) Cet élevage est de type pastoral. Déjà, en 1497, Vasco de Gama a mangé de la viande de bœuf noir, ancêtre de la race actuelle drakensberg. Ensuite, lors de la colonisation, l'existence de bovins a permis de démarrer un élevage sans faire venir du bétail d'Europe. Les Afrikaners adoptèrent le bétail sanga qui va participer à l'aventure du grand Trek en tractant les chariots familiaux. Leur installation dans une contrée sèche et à la végétation dure rend plus pertinent encore le choix d'un bétail autochtone adapté. Les descendants des colons hollandais vont créer un élevage de type américain, avec un élevage extensif sur de grandes fermes, de type ranch.

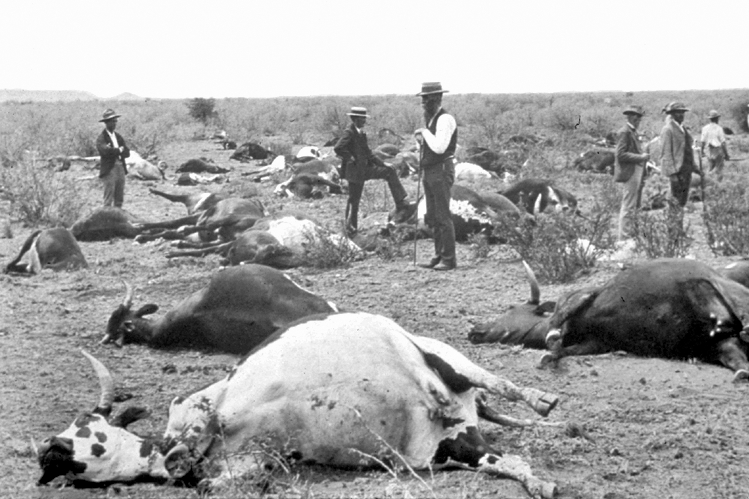
Peste bovine en 1896.

Au cours du XIXe siècle, les Anglais introduisent du bétail venu de leur île natale. Ils vont créer un élevage intensif semblable à celui que l'on trouve en Europe. Ces animaux habitués aux riches pâtures du bocage anglais vont rester cantonnés aux régions riches. Dans les années 1896-1900, une épidémie de peste bovine venu d'Inde et introduite accidentellement en Érythrée en 1889, entraine une mortalité énorme, causant une pénurie de viande et une hausse du prix exceptionnelle. Durant le XXe siècle, de nouvelles races vont apparaitre, croisement entre races européennes et races sanga. En parallèle, les fermiers les plus en pointe du veld vont appliquer à leur bétail sanga les mêmes techniques de sélection qui ont si bien réussi aux races britanniques. Après plusieurs décennies, ils ont produit un bétail plus lourd, bien adapté au climat local et dont les carcasses en abattoir n'ont plus grand-chose à envier aux races bouchères européennes les plus efficaces.

## Types d'élevage

### Élevage boucher

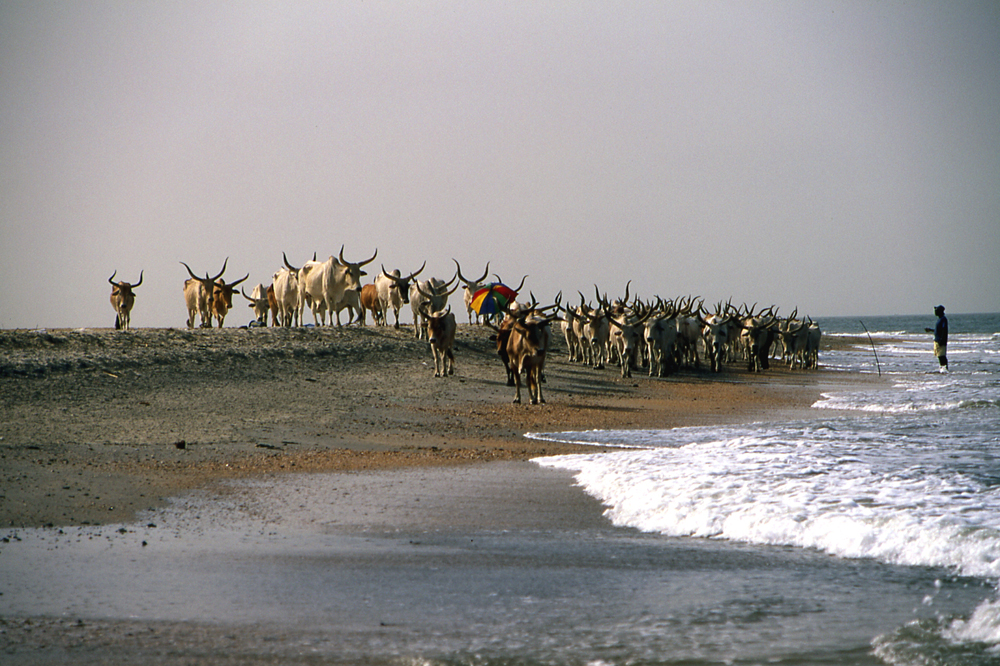
Élevage de type traditionnel en Gambie.

- Élevage traditionnel : il existe encore dans les contrées les plus sèches, chez les peuples qui ont gardé leur mode de vie ancestral. La richesse des familles se mesure à la taille du troupeau, pas à son poids. Ainsi, ils élèvent en pastoralisme de grands troupeaux d'individus maigres. Ils en tirent lait, cuir et viande. Ce type d'élevage risque d'être condamné à moyen terme: il utilise de grands espaces pour une production essentiellement vivrière. Anecdote: les guerriers du roi zoulou Chaka avait des boucliers de cuir. Chaque régiment avait sa couleur, procédé permit par la grande variété de robe du bétail Nguni[3]. La garde personnelle de Chaka était en blanc immaculé.
- Élevage en ranchs : il a beaucoup progressé en productivité avec l'arrivée des méthodes de sélection européennes. Soit en race pure, soit en croisement avec l'usage de taureaux européens, ils fournissent une viande maigre d'excellente qualité ou des veaux pour l'engraissement. L'amélioration de la qualité du fourrage est aussi une des raisons de cette progression.

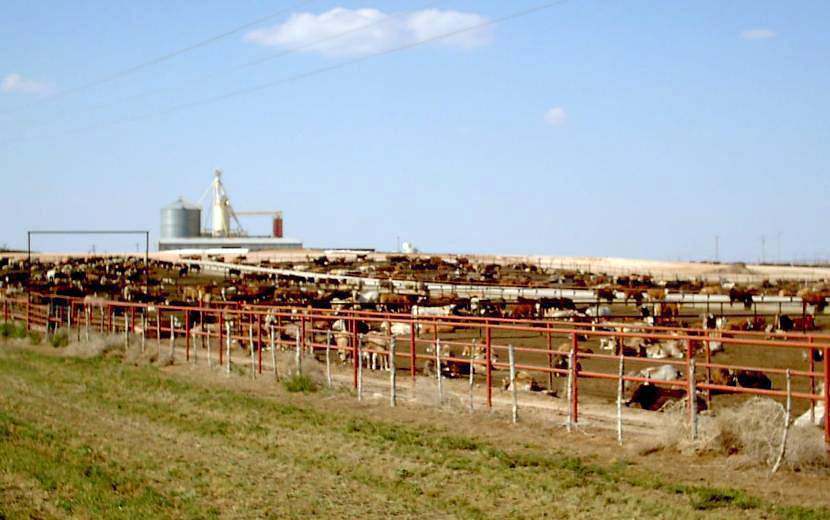
Un feed lot au Texas.

- Élevage intensif : l'engraissement des veaux en feed lots procure une rémunération pour les producteurs de céréales: ils nourrissent les animaux avec le produit de leur culture ou de produits d'importation et vendent la viande sur le marché national ou mondial. Cet élevage inventé aux États-Unis est localisé sur les régions humides où la production végétale est importante, ou près des ports où arrivent maïs et tourteaux de soja.

### Élevage laitier
- Les races anciennes fournissent un lait riche mais en faible quantité. Cette production concerne essentiellement les peuples qui ont conservé leur mode de vie ancestral.
- Les races modernes sont toutes des races européennes. Elles ont été importées essentiellement à la fin du XIXe siècle et au XXe siècle. Elles alimentent l'industrie agroalimentaire chargée de fournir en laitage les sud africain vivant à l'occidentale. Ces races font aujourd'hui l'objet de recherche en fermes expérimentales afin de les adapter au mieux aux rudes climats locaux.

### Élevage dans l'agriculture durable
Un projet a été mis en place dans une région à fort taux de chômage et de pauvreté, de confier un lopin de terre à des familles, avec deux vaches sanganer. Ils disposent de lait, d'un veau par vache et par an destiné à l'augmentation le troupeau ou à la vente. Ce système est destiné à être durable et doit permettre aux familles un travail digne qui permet de sortir de la misère sociale. À ce jour, le recul ne permet pas encore de dire s'il sera couronné de succès.

## Races utilisées

### Races autochtones traditionnelles
Afrikaner, Drakensberg, Huguenot, Nguni, Touli

### Races créées à partir du bétail autochtone
Bonsmara, Sanganer

### Races importées
- Races bouchères : Angus, Hereford, Sussex, Limousine
- Races laitières : Ayrshire, Brown Swiss, Holstein, Jersiaise, Pinzgauer, Simmental

### Croisements européens x sanga
Afrigus, Tulim